# Eleições autárquicas de 2013 em Loures
As eleições autárquicas de 2013 serviram para eleger os diferentes membros que constituem os órgãos do poder local no concelho de Loures.
Os resultados destas eleições deram a vitória à Coligação Democrática Unitária e ao seu candidato Bernardino Soares, recuperando, assim, a liderança do concelho que, desde 2001, estava nas mãos do Partido Socialista.

## Listas e Candidatos
| Lista | Lista                          | Candidato         |
| ----- | ------------------------------ | ----------------- |
|       | Coligação Democrática Unitária | Bernardino Soares |
|       | Partido Socialista             | João Nunes        |
|       | PSD-PPM-MPT                    | Fernando Costa    |
|       | Bloco de Esquerda              | Jorge Costa       |
|       | CDS – Partido Popular          | José Ramos        |
|       | PCTP/MRPP                      | Luís Patrício     |
|       | Partido Nacional Renovador     | Leandro Souto     |
|       | Partido Trabalhista Português  | António Conceição |

## Sondagens
| Data       | Fonte        | PS   | PS   | PCP-PEV | PCP-PEV | PSD-PPM-MPT | PSD-PPM-MPT | BE  | BE  | CDS | CDS | Outros | Outros | Vantagem |
| 29-09-2013 | Autárquicas  | 31,2 | 4    | 34,7    | 5       | 16,0        | 2           | 3,2 | 0   | 3,1 | 0   | 11,8   | 0      | 3,5      |
| 29-08-2013 | [ 3 ]        | 38,0 | 5    | 33,2    | 4       | 15,2        | 2           | 4,8 | 0   | 3,6 | 0   | 5,2    | 0      | 4,8      |
| 21-06-2013 | Eurosondagem | 41,0 | 41,0 | 33,7    | 33,7    | 12,9        | 12,9        | 4,9 | 4,9 | 3,8 | 3,8 | 3,7    | 3,7    | 7,3      |
| 21-06-2013 | Eurosondagem | 43,2 | 43,2 | 30,1    | 30,1    | 12,5        | 12,5        | 5,5 | 5,5 | 4,2 | 4,2 | 4,5    | 4,5    | 13,1     |
| 11-10-2009 | Autárquicas  | 48,2 | 6    | 23,0    | 3       | 16,1        | 2           | 4,2 | 0   | 3,8 | 0   | 4,8    | 0      | 25,2     |

## Resultados Oficiais
Os resultados para os diferentes órgãos do poder local no concelho de Loures foram os seguintes:

### Câmara Municipal e Vereadores
| Partido                 | Partido                        | Votos   | %               | +/-   | Vereadores | +/-     |
| ----------------------- | ------------------------------ | ------- | --------------- | ----- | ---------- | ------- |
|                         | Coligação Democrática Unitária | 28 572  | 34,74 / 100,00  | 11,78 | 5 / 11     | 2       |
|                         | Partido Socialista             | 25 699  | 31,24 / 100,00  | 16,92 | 4 / 11     | 2       |
|                         | PSD-PPM-MPT                    | 13 164  | 16,00 / 100,00  | Novo  | 2 / 11     | Novo    |
|                         | Bloco de Esquerda              | 2 594   | 3,15 / 100,00   | 1,09  | 0 / 11     | Estável |
|                         | CDS – Partido Popular          | 2 522   | 3,07 / 100,00   | 0,76  | 0 / 11     | Estável |
|                         | PCTP/MRPP                      | 2 387   | 2,90 / 100,00   | 1,24  | 0 / 11     | Estável |
|                         | Partido Nacional Renovador     | 542     | 0,66 / 100,00   | -     | 0 / 11     | -       |
|                         | Partido Trabalhista Português  | 436     | 0,53 / 100,00   | -     | 0 / 11     | -       |
| Votos Inválidos         | Votos Inválidos                | 6 337   | 7,70 / 100,00   | 4,61  |            |         |
| Total                   | Total                          | 82 253  | 100,00 / 100,00 |       | 11 / 11    |         |
| Eleitorado/Participação | Eleitorado/Participação        | 166 296 | 49,46 / 100,00  | 4,77  |            |         |

### Assembleia Municipal
| Partido                 | Partido                        | Votos   | %               | +/-   | Deputados | +/-     |
| ----------------------- | ------------------------------ | ------- | --------------- | ----- | --------- | ------- |
|                         | Coligação Democrática Unitária | 27 377  | 33,29 / 100,00  | 9,03  | 12 / 33   | 3       |
|                         | Partido Socialista             | 25 893  | 31,48 / 100,00  | 12,88 | 12 / 33   | 4       |
|                         | PSD-PPM-MPT                    | 13 377  | 16,27 / 100,00  | Novo  | 6 / 33    | Novo    |
|                         | Bloco de Esquerda              | 3 262   | 3,97 / 100,00   | 1,25  | 1 / 33    | Estável |
|                         | CDS – Partido Popular          | 2 680   | 3,26 / 100,00   | 1,26  | 1 / 33    | Estável |
|                         | PCTP/MRPP                      | 2 205   | 2,68 / 100,00   | 0,90  | 1 / 33    | 1       |
|                         | Partido Nacional Renovador     | 705     | 0,86 / 100,00   | -     | 0 / 33    | -       |
| Votos Inválidos         | Votos Inválidos                | 6 743   | 8,20 / 100,00   | 4,80  |           |         |
| Total                   | Total                          | 82 242  | 100,00 / 100,00 |       | 33 / 33   |         |
| Eleitorado/Participação | Eleitorado/Participação        | 166 296 | 49,46 / 100,00  | 4,77  |           |         |

### Assembleias de Freguesia
| Partido                 | Partido                        | Votos   | %               | +/-   | Presidentes | Mandatos  | +/-  |
| ----------------------- | ------------------------------ | ------- | --------------- | ----- | ----------- | --------- | ---- |
|                         | Partido Socialista             | 27 458  | 33,46 / 100,00  | 10,03 | 4 / 10      | 56 / 142  | 52   |
|                         | Coligação Democrática Unitária | 27 079  | 33,00 / 100,00  | 5,13  | 4 / 10      | 55 / 142  | 8    |
|                         | PSD-PPM-MPT                    | 13 673  | 16,66 / 100,00  | Novo  | 2 / 10      | 29 / 142  | Novo |
|                         | Bloco de Esquerda              | 2 963   | 3,61 / 100,00   | 1,01  | 0 / 10      | 1 / 142   | 1    |
|                         | CDS – Partido Popular          | 2 704   | 3,29 / 100,00   | 1,13  | 0 / 10      | 0 / 142   | 2    |
|                         | PCTP/MRPP                      | 1 570   | 1,91 / 100,00   | 1,11  | 0 / 10      | 1 / 142   | 1    |
|                         | Partido Nacional Renovador     | 153     | 0,19 / 100,00   | -     | 0 / 142     | -         |      |
| Votos Inválidos         | Votos Inválidos                | 6 468   | 7,88 / 100,00   | 4,36  |             |           |      |
| Total                   | Total                          | 82 068  | 100,00 / 100,00 |       | 10 / 10     | 142 / 142 | 70   |
| Eleitorado/Participação | Eleitorado/Participação        | 166 296 | 49,35 / 100,00  | 4,88  |             |           |      |

## Resultados por Freguesia

### Câmara Municipal
| Freguesia                                         | %     | %     | %            | %    | %    | %    | %    | %    | Votantes |
| Freguesia                                         | CDU   | PS    | PSD-PPM -MPT | BE   | CDS  | PCTP | PNR  | PTP  | Votantes |
| ------------------------------------------------- | ----- | ----- | ------------ | ---- | ---- | ---- | ---- | ---- | -------- |
| Bucelas                                           | 43,05 | 25,76 | 14,46        | 4,12 | 2,73 | 2,36 | 0,37 | 0,14 | 2 158    |
| Camarate, Unhos e Apelação                        | 34,81 | 33,68 | 11,53        | 2,98 | 3,30 | 4,24 | 1,01 | 0,50 | 12 468   |
| Fanhões                                           | 34,68 | 37,87 | 15,43        | 2,02 | 1,95 | 1,88 | 0,42 | 0,07 | 1 439    |
| Loures                                            | 38,95 | 27,79 | 17,80        | 2,44 | 3,15 | 2,18 | 0,69 | 0,25 | 11 658   |
| Lousa                                             | 25,29 | 20,58 | 38,86        | 2,10 | 3,08 | 2,62 | 0,46 | 0,33 | 1 526    |
| Moscavide e Portela                               | 19,87 | 30,68 | 29,31        | 3,44 | 3,84 | 2,98 | 0,50 | 2,10 | 10 111   |
| Sacavém e Prior Velho                             | 33,71 | 33,18 | 14,09        | 3,57 | 3,23 | 2,52 | 0,75 | 0,36 | 9 525    |
| Santa Iria de Azoia, São João da Talha e Bobadela | 37,90 | 32,18 | 12,16        | 3,00 | 2,56 | 3,16 | 0,50 | 0,24 | 19 526   |
| Santo Antão e São Julião do Tojal                 | 44,55 | 32,23 | 10,00        | 2,37 | 1,91 | 2,24 | 0,43 | 0,20 | 3 971    |
| Santo António dos Cavaleiros e Frielas            | 35,33 | 30,58 | 14,65        | 4,27 | 3,43 | 2,42 | 0,78 | 0,36 | 9 871    |
| Loures                                            | 34,74 | 31,24 | 16,00        | 3,15 | 3,07 | 2,90 | 0,66 | 0,53 | 82 253   |

#### Bucelas
| Partido                 | Partido                        | Votos | %               | +/-   |
| ----------------------- | ------------------------------ | ----- | --------------- | ----- |
|                         | Coligação Democrática Unitária | 929   | 43,05 / 100,00  | 19,51 |
|                         | Partido Socialista             | 556   | 25,76 / 100,00  | 37,25 |
|                         | PSD-PPM-MPT                    | 312   | 14,46 / 100,00  | Novo  |
|                         | Bloco de Esquerda              | 89    | 4,12 / 100,00   | 2,19  |
|                         | CDS – Partido Popular          | 59    | 2,73 / 100,00   | 0,99  |
|                         | PCTP/MRPP                      | 51    | 2,36 / 100,00   | 0,94  |
|                         | Partido Nacional Renovador     | 8     | 0,37 / 100,00   | -     |
|                         | Partido Trabalhista Português  | 3     | 0,14 / 100,00   | -     |
| Votos Inválidos         | Votos Inválidos                | 151   | 7,00 / 100,00   | 4,87  |
| Total                   | Total                          | 2 158 | 100,00 / 100,00 |       |
| Eleitorado/Participação | Eleitorado/Participação        | 3 888 | 55,50 / 100,00  | 7,26  |

#### Camarate, Unhos e Apelação
| Partido                 | Partido                        | Votos  | %               | +/-   |
| ----------------------- | ------------------------------ | ------ | --------------- | ----- |
|                         | Coligação Democrática Unitária | 4 340  | 34,81 / 100,00  | 8,84  |
|                         | Partido Socialista             | 4 199  | 33,68 / 100,00  | 14,15 |
|                         | PSD-PPM-MPT                    | 1 438  | 11,53 / 100,00  | Novo  |
|                         | PCTP/MRPP                      | 529    | 4,24 / 100,00   | 1,51  |
|                         | CDS – Partido Popular          | 411    | 3,30 / 100,00   | 0,70  |
|                         | Bloco de Esquerda              | 371    | 2,98 / 100,00   | 1,13  |
|                         | Partido Nacional Renovador     | 126    | 1,01 / 100,00   | -     |
|                         | Partido Trabalhista Português  | 62     | 0,50 / 100,00   | -     |
| Votos Inválidos         | Votos Inválidos                | 992    | 7,96 / 100,00   | 4,48  |
| Total                   | Total                          | 12 468 | 100,00 / 100,00 |       |
| Eleitorado/Participação | Eleitorado/Participação        | 27 565 | 45,23 / 100,00  | 5,11  |

#### Fanhões
| Partido                 | Partido                        | Votos | %               | +/-   |
| ----------------------- | ------------------------------ | ----- | --------------- | ----- |
|                         | Partido Socialista             | 545   | 37,87 / 100,00  | 22,64 |
|                         | Coligação Democrática Unitária | 499   | 34,68 / 100,00  | 12,13 |
|                         | PSD-PPM-MPT                    | 222   | 15,43 / 100,00  | Novo  |
|                         | Bloco de Esquerda              | 29    | 2,02 / 100,00   | 0,66  |
|                         | CDS – Partido Popular          | 28    | 1,95 / 100,00   | 0,17  |
|                         | PCTP/MRPP                      | 27    | 1,88 / 100,00   | 0,73  |
|                         | Partido Nacional Renovador     | 6     | 0,42 / 100,00   | -     |
|                         | Partido Trabalhista Português  | 1     | 0,07 / 100,00   | -     |
| Votos Inválidos         | Votos Inválidos                | 82    | 5,70 / 100,00   | 2,92  |
| Total                   | Total                          | 1 439 | 100,00 / 100,00 |       |
| Eleitorado/Participação | Eleitorado/Participação        | 2 283 | 63,03 / 100,00  | 5,17  |

#### Loures
| Partido                 | Partido                        | Votos  | %               | +/-   |
| ----------------------- | ------------------------------ | ------ | --------------- | ----- |
|                         | Coligação Democrática Unitária | 4 541  | 38,95 / 100,00  | 20,38 |
|                         | Partido Socialista             | 3 240  | 27,79 / 100,00  | 28,47 |
|                         | PSD-PPM-MPT                    | 2 075  | 17,80 / 100,00  | Novo  |
|                         | CDS – Partido Popular          | 367    | 3,15 / 100,00   | 0,75  |
|                         | Bloco de Esquerda              | 284    | 2,44 / 100,00   | 1,21  |
|                         | PCTP/MRPP                      | 254    | 2,18 / 100,00   | 1,06  |
|                         | Partido Nacional Renovador     | 81     | 0,69 / 100,00   | -     |
|                         | Partido Trabalhista Português  | 29     | 0,25 / 100,00   | -     |
| Votos Inválidos         | Votos Inválidos                | 787    | 6,75 / 100,00   | 3,77  |
| Total                   | Total                          | 11 658 | 100,00 / 100,00 |       |
| Eleitorado/Participação | Eleitorado/Participação        | 23 030 | 50,62 / 100,00  | 3,70  |

#### Lousa
| Partido                 | Partido                        | Votos | %               | +/-   |
| ----------------------- | ------------------------------ | ----- | --------------- | ----- |
|                         | PSD-PPM-MPT                    | 593   | 38,86 / 100,00  | Novo  |
|                         | Coligação Democrática Unitária | 386   | 25,29 / 100,00  | 7,44  |
|                         | Partido Socialista             | 314   | 20,58 / 100,00  | 28,69 |
|                         | CDS – Partido Popular          | 47    | 3,08 / 100,00   | 0,43  |
|                         | PCTP/MRPP                      | 40    | 2,62 / 100,00   | 1,17  |
|                         | Bloco de Esquerda              | 32    | 2,10 / 100,00   | 0,80  |
|                         | Partido Nacional Renovador     | 7     | 0,46 / 100,00   | -     |
|                         | Partido Trabalhista Português  | 5     | 0,33 / 100,00   | -     |
| Votos Inválidos         | Votos Inválidos                | 102   | 6,68 / 100,00   | 3,28  |
| Total                   | Total                          | 1 526 | 100,00 / 100,00 |       |
| Eleitorado/Participação | Eleitorado/Participação        | 2 612 | 58,42 / 100,00  | 0,55  |

#### Moscavide e Portela
| Partido                 | Partido                        | Votos  | %               | +/-  |
| ----------------------- | ------------------------------ | ------ | --------------- | ---- |
|                         | Partido Socialista             | 3 102  | 30,68 / 100,00  | 8,86 |
|                         | PSD-PPM-MPT                    | 2 964  | 29,31 / 100,00  | Novo |
|                         | Coligação Democrática Unitária | 2 009  | 19,87 / 100,00  | 7,37 |
|                         | CDS – Partido Popular          | 388    | 3,84 / 100,00   | 0,59 |
|                         | Bloco de Esquerda              | 348    | 3,44 / 100,00   | 0,45 |
|                         | PCTP/MRPP                      | 301    | 2,98 / 100,00   | 1,71 |
|                         | Partido Trabalhista Português  | 212    | 2,10 / 100,00   | -    |
|                         | Partido Nacional Renovador     | 51     | 0,50 / 100,00   | -    |
| Votos Inválidos         | Votos Inválidos                | 736    | 7,27 / 100,00   | 4,67 |
| Total                   | Total                          | 10 111 | 100,00 / 100,00 |      |
| Eleitorado/Participação | Eleitorado/Participação        | 19 936 | 50,72 / 100,00  | 3,16 |

#### Sacavém e Prior Velho
| Partido                 | Partido                        | Votos  | %               | +/-   |
| ----------------------- | ------------------------------ | ------ | --------------- | ----- |
|                         | Coligação Democrática Unitária | 3 211  | 33,71 / 100,00  | 10,30 |
|                         | Partido Socialista             | 3 160  | 33,18 / 100,00  | 14,00 |
|                         | PSD-PPM-MPT                    | 1 342  | 14,09 / 100,00  | Novo  |
|                         | Bloco de Esquerda              | 340    | 3,57 / 100,00   | 1,09  |
|                         | CDS – Partido Popular          | 308    | 3,23 / 100,00   | 0,27  |
|                         | PCTP/MRPP                      | 240    | 2,52 / 100,00   | 1,14  |
|                         | Partido Nacional Renovador     | 71     | 0,75 / 100,00   | -     |
|                         | Partido Trabalhista Português  | 34     | 0,36 / 100,00   | -     |
| Votos Inválidos         | Votos Inválidos                | 819    | 8,60 / 100,00   | 5,30  |
| Total                   | Total                          | 9 525  | 100,00 / 100,00 |       |
| Eleitorado/Participação | Eleitorado/Participação        | 19 665 | 48,44 / 100,00  | 6,21  |

#### Santa Iria de Azoia, São João da Talha e Bobadela
| Partido                 | Partido                        | Votos  | %               | +/-   |
| ----------------------- | ------------------------------ | ------ | --------------- | ----- |
|                         | Coligação Democrática Unitária | 7 401  | 37,90 / 100,00  | 6,67  |
|                         | Partido Socialista             | 6 284  | 32,18 / 100,00  | 11,81 |
|                         | PSD-PPM-MPT                    | 2 375  | 12,16 / 100,00  | Novo  |
|                         | PCTP/MRPP                      | 617    | 3,16 / 100,00   | 1,33  |
|                         | Bloco de Esquerda              | 586    | 3,00 / 100,00   | 1,56  |
|                         | CDS – Partido Popular          | 499    | 2,56 / 100,00   | 1,10  |
|                         | Partido Nacional Renovador     | 98     | 0,50 / 100,00   | -     |
|                         | Partido Trabalhista Português  | 46     | 0,24 / 100,00   | -     |
| Votos Inválidos         | Votos Inválidos                | 1 620  | 8,29 / 100,00   | 5,09  |
| Total                   | Total                          | 19 526 | 100,00 / 100,00 |       |
| Eleitorado/Participação | Eleitorado/Participação        | 36 881 | 52,94 / 100,00  | 5,06  |

#### Santo Antão e São Julião do Tojal
| Partido                 | Partido                        | Votos | %               | +/-   |
| ----------------------- | ------------------------------ | ----- | --------------- | ----- |
|                         | Coligação Democrática Unitária | 1 769 | 44,55 / 100,00  | 15,59 |
|                         | Partido Socialista             | 1 280 | 32,23 / 100,00  | 21,58 |
|                         | PSD-PPM-MPT                    | 397   | 10,00 / 100,00  | Novo  |
|                         | Bloco de Esquerda              | 94    | 2,37 / 100,00   | 0,17  |
|                         | PCTP/MRPP                      | 89    | 2,24 / 100,00   | 0,37  |
|                         | CDS – Partido Popular          | 76    | 1,91 / 100,00   | 0,05  |
|                         | Partido Nacional Renovador     | 17    | 0,43 / 100,00   | -     |
|                         | Partido Trabalhista Português  | 8     | 0,20 / 100,00   | -     |
| Votos Inválidos         | Votos Inválidos                | 241   | 6,07 / 100,00   | 2,91  |
| Total                   | Total                          | 3 971 | 100,00 / 100,00 |       |
| Eleitorado/Participação | Eleitorado/Participação        | 6 590 | 60,26 / 100,00  | 2,48  |

#### Santo António dos Cavaleiros e Frielas
| Partido                 | Partido                        | Votos  | %               | +/-   |
| ----------------------- | ------------------------------ | ------ | --------------- | ----- |
|                         | Coligação Democrática Unitária | 3 487  | 35,33 / 100,00  | 17,73 |
|                         | Partido Socialista             | 3 019  | 30,58 / 100,00  | 20,86 |
|                         | PSD-PPM-MPT                    | 1 446  | 14,65 / 100,00  | Novo  |
|                         | Bloco de Esquerda              | 421    | 4,27 / 100,00   | 1,88  |
|                         | CDS – Partido Popular          | 339    | 3,43 / 100,00   | 1,82  |
|                         | PCTP/MRPP                      | 239    | 2,42 / 100,00   | 1,14  |
|                         | Partido Nacional Renovador     | 77     | 0,78 / 100,00   | -     |
|                         | Partido Trabalhista Português  | 36     | 0,36 / 100,00   | -     |
| Votos Inválidos         | Votos Inválidos                | 807    | 8,18 / 100,00   | 5,01  |
| Total                   | Total                          | 9 871  | 100,00 / 100,00 |       |
| Eleitorado/Participação | Eleitorado/Participação        | 23 846 | 41,39 / 100,00  | 5,28  |

### Assembleia Municipal
| Freguesia                                         | %     | %     | %            | %    | %    | %    | %    | Votantes |
| Freguesia                                         | CDU   | PS    | PSD-PPM -MPT | BE   | CDS  | PCTP | PNR  | Votantes |
| ------------------------------------------------- | ----- | ----- | ------------ | ---- | ---- | ---- | ---- | -------- |
| Bucelas                                           | 41,61 | 27,06 | 13,44        | 5,10 | 2,83 | 2.13 | 0,56 | 2 158    |
| Camarate, Unhos e Apelação                        | 33,97 | 33,80 | 11,26        | 3,75 | 3,29 | 4,04 | 1,29 | 12 468   |
| Fanhões                                           | 33,84 | 38,22 | 14,66        | 2,50 | 2,57 | 1,53 | 0,42 | 1 439    |
| Loures                                            | 36,63 | 27,78 | 18,33        | 3,48 | 3,30 | 2,04 | 0,89 | 11 657   |
| Lousa                                             | 22,48 | 20,71 | 40,96        | 2,36 | 3,87 | 1,90 | 0,66 | 1 526    |
| Moscavide e Portela                               | 18,08 | 30,56 | 32,54        | 4,26 | 4,31 | 2,07 | 0,58 | 10 111   |
| Sacavém e Prior Velho                             | 32,44 | 33,39 | 13,87        | 4,28 | 3,47 | 2,50 | 0,88 | 9 522    |
| Santa Iria de Azoia, São João da Talha e Bobadela | 36,97 | 32,65 | 11,62        | 3,66 | 2,65 | 3,17 | 0,73 | 19 525   |
| Santo Antão e São Julião do Tojal                 | 43,89 | 32,64 | 9,70         | 3,00 | 2,19 | 1,81 | 0,58 | 3 971    |
| Santo António dos Cavaleiros e Frielas            | 33,10 | 30,93 | 14,66        | 5,42 | 3,62 | 2,31 | 1,05 | 9 865    |
| Loures                                            | 33,29 | 31,48 | 16,27        | 3,97 | 3,26 | 2,68 | 0,86 | 82 242   |

#### Bucelas
| Partido                 | Partido                        | Votos | %               | +/-   |
| ----------------------- | ------------------------------ | ----- | --------------- | ----- |
|                         | Coligação Democrática Unitária | 898   | 41,61 / 100,00  | 14,99 |
|                         | Partido Socialista             | 584   | 27,06 / 100,00  | 28,66 |
|                         | PSD-PPM-MPT                    | 290   | 13,44 / 100,00  | Novo  |
|                         | Bloco de Esquerda              | 110   | 5,10 / 100,00   | 1,31  |
|                         | CDS – Partido Popular          | 61    | 2,83 / 100,00   | 0,39  |
|                         | PCTP/MRPP                      | 46    | 2,13 / 100,00   | 0,20  |
|                         | Partido Nacional Renovador     | 12    | 0,56 / 100,00   | -     |
| Votos Inválidos         | Votos Inválidos                | 157   | 7,27 / 100,00   | 4,86  |
| Total                   | Total                          | 2 158 | 100,00 / 100,00 |       |
| Eleitorado/Participação | Eleitorado/Participação        | 3 888 | 55,50 / 100,00  | 7,26  |

#### Camarate, Unhos e Apelação
| Partido                 | Partido                        | Votos  | %               | +/-   |
| ----------------------- | ------------------------------ | ------ | --------------- | ----- |
|                         | Coligação Democrática Unitária | 4 235  | 33,97 / 100,00  | 6,49  |
|                         | Partido Socialista             | 4 214  | 33,80 / 100,00  | 10,41 |
|                         | PSD-PPM-MPT                    | 1 404  | 11,26 / 100,00  | Novo  |
|                         | PCTP/MRPP                      | 504    | 4,04 / 100,00   | 0,98  |
|                         | Bloco de Esquerda              | 467    | 3,75 / 100,00   | 1,03  |
|                         | CDS – Partido Popular          | 410    | 3,29 / 100,00   | 1,05  |
|                         | Partido Nacional Renovador     | 161    | 1,29 / 100,00   | -     |
| Votos Inválidos         | Votos Inválidos                | 1 073  | 8,60 / 100,00   | 4,79  |
| Total                   | Total                          | 12 468 | 100,00 / 100,00 |       |
| Eleitorado/Participação | Eleitorado/Participação        | 27 565 | 45,23 / 100,00  | 5,12  |

#### Fanhões
| Partido                 | Partido                        | Votos | %               | +/-   |
| ----------------------- | ------------------------------ | ----- | --------------- | ----- |
|                         | Partido Socialista             | 550   | 38,22 / 100,00  | 16,88 |
|                         | Coligação Democrática Unitária | 487   | 33,84 / 100,00  | 9,25  |
|                         | PSD-PPM-MPT                    | 211   | 14,66 / 100,00  | Novo  |
|                         | CDS – Partido Popular          | 37    | 2,57 / 100,00   | 0,47  |
|                         | Bloco de Esquerda              | 36    | 2,50 / 100,00   | 0,75  |
|                         | PCTP/MRPP                      | 22    | 1,53 / 100,00   | 0,13  |
|                         | Partido Nacional Renovador     | 6     | 0,42 / 100,00   | -     |
| Votos Inválidos         | Votos Inválidos                | 90    | 6,26 / 100,00   | 4,28  |
| Total                   | Total                          | 1 439 | 100,00 / 100,00 |       |
| Eleitorado/Participação | Eleitorado/Participação        | 2 283 | 63,03 / 100,00  | 5,17  |

#### Loures
| Partido                 | Partido                        | Votos  | %               | +/-   |
| ----------------------- | ------------------------------ | ------ | --------------- | ----- |
|                         | Coligação Democrática Unitária | 4 270  | 36,63 / 100,00  | 16,98 |
|                         | Partido Socialista             | 3 238  | 27,78 / 100,00  | 22,31 |
|                         | PSD-PPM-MPT                    | 2 137  | 18,33 / 100,00  | Novo  |
|                         | Bloco de Esquerda              | 406    | 3,48 / 100,00   | 1,77  |
|                         | CDS – Partido Popular          | 385    | 3,30 / 100,00   | 1,79  |
|                         | PCTP/MRPP                      | 238    | 2,04 / 100,00   | 0,79  |
|                         | Partido Nacional Renovador     | 104    | 0,89 / 100,00   | -     |
| Votos Inválidos         | Votos Inválidos                | 879    | 7,54 / 100,00   | 4,28  |
| Total                   | Total                          | 11 657 | 100,00 / 100,00 |       |
| Eleitorado/Participação | Eleitorado/Participação        | 23 030 | 50,62 / 100,00  | 3,71  |

#### Lousa
| Partido                 | Partido                        | Votos | %               | +/-   |
| ----------------------- | ------------------------------ | ----- | --------------- | ----- |
|                         | PSD-PPM-MPT                    | 625   | 40,96 / 100,00  | Novo  |
|                         | Coligação Democrática Unitária | 343   | 22,48 / 100,00  | 3,74  |
|                         | Partido Socialista             | 316   | 20,71 / 100,00  | 22,07 |
|                         | CDS – Partido Popular          | 59    | 3,87 / 100,00   | 0,53  |
|                         | Bloco de Esquerda              | 36    | 2,36 / 100,00   | 1,55  |
|                         | PCTP/MRPP                      | 29    | 1,90 / 100,00   | 0,13  |
|                         | Partido Nacional Renovador     | 10    | 0,66 / 100,00   | -     |
| Votos Inválidos         | Votos Inválidos                | 108   | 7,08 / 100,00   | 2,98  |
| Total                   | Total                          | 1 526 | 100,00 / 100,00 |       |
| Eleitorado/Participação | Eleitorado/Participação        | 2 612 | 58,42 / 100,00  | 0,55  |

#### Moscavide e Portela
| Partido                 | Partido                        | Votos  | %               | +/-  |
| ----------------------- | ------------------------------ | ------ | --------------- | ---- |
|                         | PSD-PPM-MPT                    | 3 290  | 32,54 / 100,00  | Novo |
|                         | Partido Socialista             | 3 090  | 30,56 / 100,00  | 7,22 |
|                         | Coligação Democrática Unitária | 1 828  | 18,08 / 100,00  | 5,11 |
|                         | CDS – Partido Popular          | 436    | 4,31 / 100,00   | 1,62 |
|                         | Bloco de Esquerda              | 431    | 4,26 / 100,00   | 0,75 |
|                         | PCTP/MRPP                      | 209    | 2,07 / 100,00   | 0,71 |
|                         | Partido Nacional Renovador     | 59     | 0,58 / 100,00   | -    |
| Votos Inválidos         | Votos Inválidos                | 768    | 7,59 / 100,00   | 4,41 |
| Total                   | Total                          | 10 111 | 100,00 / 100,00 |      |
| Eleitorado/Participação | Eleitorado/Participação        | 19 936 | 50,72 / 100,00  | 3,16 |

#### Sacavém e Prior Velho
| Partido                 | Partido                        | Votos  | %               | +/-   |
| ----------------------- | ------------------------------ | ------ | --------------- | ----- |
|                         | Partido Socialista             | 3 179  | 33,39 / 100,00  | 10,96 |
|                         | Coligação Democrática Unitária | 3 089  | 32,44 / 100,00  | 8,01  |
|                         | PSD-PPM-MPT                    | 1 321  | 13,87 / 100,00  | Novo  |
|                         | Bloco de Esquerda              | 408    | 4,28 / 100,00   | 1,30  |
|                         | CDS – Partido Popular          | 330    | 3,47 / 100,00   | 0,53  |
|                         | PCTP/MRPP                      | 238    | 2,50 / 100,00   | 1,02  |
|                         | Partido Nacional Renovador     | 84     | 0,88 / 100,00   | -     |
| Votos Inválidos         | Votos Inválidos                | 873    | 9,17 / 100,00   | 5,74  |
| Total                   | Total                          | 9 522  | 100,00 / 100,00 |       |
| Eleitorado/Participação | Eleitorado/Participação        | 19 665 | 48,42 / 100,00  | 6,22  |

#### Santa Iria de Azoia, São João da Talha e Bobadela
| Partido                 | Partido                        | Votos  | %               | +/-  |
| ----------------------- | ------------------------------ | ------ | --------------- | ---- |
|                         | Coligação Democrática Unitária | 7 219  | 36,97 / 100,00  | 4,14 |
|                         | Partido Socialista             | 6 375  | 32,65 / 100,00  | 8,59 |
|                         | PSD-PPM-MPT                    | 2 268  | 11,62 / 100,00  | Novo |
|                         | Bloco de Esquerda              | 714    | 3,66 / 100,00   | 1,38 |
|                         | PCTP/MRPP                      | 619    | 3,17 / 100,00   | 1,39 |
|                         | CDS – Partido Popular          | 518    | 2,65 / 100,00   | 1,27 |
|                         | Partido Nacional Renovador     | 142    | 0,73 / 100,00   | -    |
| Votos Inválidos         | Votos Inválidos                | 1 670  | 8,55 / 100,00   | 5,03 |
| Total                   | Total                          | 19 525 | 100,00 / 100,00 |      |
| Eleitorado/Participação | Eleitorado/Participação        | 36 881 | 52,94 / 100,00  | 5,06 |

#### Santo Antão e São Julião do Tojal
| Partido                 | Partido                        | Votos | %               | +/-   |
| ----------------------- | ------------------------------ | ----- | --------------- | ----- |
|                         | Coligação Democrática Unitária | 1 743 | 43,89 / 100,00  | 12,10 |
|                         | Partido Socialista             | 1 296 | 32,64 / 100,00  | 15,59 |
|                         | PSD-PPM-MPT                    | 385   | 9,70 / 100,00   | Novo  |
|                         | Bloco de Esquerda              | 119   | 3,00 / 100,00   | 0,35  |
|                         | CDS – Partido Popular          | 87    | 2,19 / 100,00   | 0,11  |
|                         | PCTP/MRPP                      | 72    | 1,81 / 100,00   | 0,18  |
|                         | Partido Nacional Renovador     | 23    | 0,58 / 100,00   | -     |
| Votos Inválidos         | Votos Inválidos                | 246   | 6,20 / 100,00   | 2,75  |
| Total                   | Total                          | 3 971 | 100,00 / 100,00 |       |
| Eleitorado/Participação | Eleitorado/Participação        | 6 590 | 60,26 / 100,00  | 2,48  |

#### Santo António dos Cavaleiros e Frielas
| Partido                 | Partido                        | Votos  | %               | +/-   |
| ----------------------- | ------------------------------ | ------ | --------------- | ----- |
|                         | Coligação Democrática Unitária | 3 265  | 33,10 / 100,00  | 14,65 |
|                         | Partido Socialista             | 3 051  | 30,93 / 100,00  | 15,84 |
|                         | PSD-PPM-MPT                    | 1 446  | 14,66 / 100,00  | Novo  |
|                         | Bloco de Esquerda              | 535    | 5,42 / 100,00   | 2,33  |
|                         | CDS – Partido Popular          | 357    | 3,62 / 100,00   | 2,61  |
|                         | PCTP/MRPP                      | 228    | 2,31 / 100,00   | 0,92  |
|                         | Partido Nacional Renovador     | 104    | 1,05 / 100,00   | -     |
| Votos Inválidos         | Votos Inválidos                | 879    | 8,91 / 100,00   | 5,51  |
| Total                   | Total                          | 9 865  | 100,00 / 100,00 |       |
| Eleitorado/Participação | Eleitorado/Participação        | 23 846 | 41,37 / 100,00  | 5,30  |

### Juntas de Freguesia

#### Bucelas
| Partido                 | Partido                        | Votos | %               | +/-   | Mandatos | +/-     |
| ----------------------- | ------------------------------ | ----- | --------------- | ----- | -------- | ------- |
|                         | Coligação Democrática Unitária | 1 021 | 47,31 / 100,00  | 9,73  | 6 / 9    | 2       |
|                         | Partido Socialista             | 448   | 20,76 / 100,00  | 31,13 | 2 / 9    | 3       |
|                         | PSD-PPM-MPT                    | 300   | 13,90 / 100,00  | Novo  | 1 / 9    | Novo    |
|                         | Bloco de Esquerda              | 149   | 6,90 / 100,00   | 4,02  | 0 / 9    | Estável |
|                         | CDS – Partido Popular          | 70    | 3,24 / 100,00   | -     | 0 / 9    | -       |
| Votos Inválidos         | Votos Inválidos                | 170   | 7,88 / 100,00   | 5,15  |          |         |
| Total                   | Total                          | 2 158 | 100,00 / 100,00 |       | 9 / 9    |         |
| Eleitorado/Participação | Eleitorado/Participação        | 3 888 | 55,50 / 100,00  | 7,26  |          |         |

#### Camarate, Unhos e Apelação
| Partido                 | Partido                        | Votos  | %               | Mandatos |
| ----------------------- | ------------------------------ | ------ | --------------- | -------- |
|                         | Coligação Democrática Unitária | 4 345  | 34,85 / 100,00  | 8 / 19   |
|                         | Partido Socialista             | 4 339  | 34,80 / 100,00  | 8 / 19   |
|                         | PSD-PPM-MPT                    | 1 238  | 9,93 / 100,00   | 2 / 19   |
|                         | PCTP/MRPP                      | 508    | 4,07 / 100,00   | 1 / 19   |
|                         | Bloco de Esquerda              | 412    | 3,30 / 100,00   | 0 / 19   |
|                         | CDS – Partido Popular          | 407    | 3,26 / 100,00   | 0 / 19   |
|                         | Partido Nacional Renovador     | 141    | 1,13 / 100,00   | 0 / 19   |
| Votos Inválidos         | Votos Inválidos                | 1 078  | 6,65 / 100,00   |          |
| Total                   | Total                          | 12 468 | 100,00 / 100,00 | 19 / 19  |
| Eleitorado/Participação | Eleitorado/Participação        | 27 565 | 45,23 / 100,00  |          |

#### Fanhões
| Partido                 | Partido                        | Votos | %               | +/-  | Mandatos | +/-     |
| ----------------------- | ------------------------------ | ----- | --------------- | ---- | -------- | ------- |
|                         | Partido Socialista             | 674   | 46,84 / 100,00  | 1,79 | 5 / 9    | Estável |
|                         | Coligação Democrática Unitária | 480   | 33,36 / 100,00  | 3,82 | 3 / 9    | Estável |
|                         | PSD-PPM-MPT                    | 182   | 12,65 / 100,00  | Novo | 1 / 9    | Novo    |
|                         | CDS – Partido Popular          | 27    | 1,88 / 100,00   | -    | 0 / 9    | -       |
| Votos Inválidos         | Votos Inválidos                | 86    | 5,29 / 100,00   | 2,30 |          |         |
| Total                   | Total                          | 1 439 | 100,00 / 100,00 |      | 9 / 9    |         |
| Eleitorado/Participação | Eleitorado/Participação        | 2 283 | 63,03 / 100,00  | 5,22 |          |         |

#### Loures
| Partido                 | Partido                        | Votos  | %               | +/-   | Mandatos | +/-  |
| ----------------------- | ------------------------------ | ------ | --------------- | ----- | -------- | ---- |
|                         | Coligação Democrática Unitária | 4 337  | 37,21 / 100,00  | 16,80 | 8 / 19   | 4    |
|                         | Partido Socialista             | 3 402  | 29,19 / 100,00  | 22,17 | 7 / 19   | 3    |
|                         | PSD-PPM-MPT                    | 2 179  | 18,70 / 100,00  | Novo  | 4 / 19   | Novo |
|                         | Bloco de Esquerda              | 446    | 3,83 / 100,00   | 0,89  | 0 / 19   | 1    |
|                         | CDS – Partido Popular          | 390    | 3,35 / 100,00   | 1,68  | 0 / 19   | 1    |
| Votos Inválidos         | Votos Inválidos                | 900    | 7,72 / 100,00   | 4,38  |          |      |
| Total                   | Total                          | 11 654 | 100,00 / 100,00 |       | 19 / 19  |      |
| Eleitorado/Participação | Eleitorado/Participação        | 23 030 | 50,60 / 100,00  | 3,73  |          |      |

#### Lousa
| Partido                 | Partido                        | Votos | %               | +/-   | Mandatos | +/-  |
| ----------------------- | ------------------------------ | ----- | --------------- | ----- | -------- | ---- |
|                         | PSD-PPM-MPT                    | 906   | 59,37 / 100,00  | Novo  | 7 / 9    | Novo |
|                         | Partido Socialista             | 221   | 14,48 / 100,00  | 19,35 | 1 / 9    | 2    |
|                         | Coligação Democrática Unitária | 218   | 14,29 / 100,00  | 4,76  | 1 / 9    | 1    |
|                         | CDS – Partido Popular          | 72    | 4,72 / 100,00   | -     | 0 / 9    | -    |
|                         | Partido Nacional Renovador     | 12    | 0,79 / 100,00   | -     | 0 / 9    | -    |
| Votos Inválidos         | Votos Inválidos                | 97    | 6,35 / 100,00   | 2,76  |          |      |
| Total                   | Total                          | 1 526 | 100,00 / 100,00 |       | 9 / 9    |      |
| Eleitorado/Participação | Eleitorado/Participação        | 2 612 | 58,42 / 100,00  | 0,55  |          |      |

#### Moscavide e Portela
| Partido                 | Partido                        | Votos  | %               | Mandatos |
| ----------------------- | ------------------------------ | ------ | --------------- | -------- |
|                         | PSD-PPM-MPT                    | 4 079  | 40,34 / 100,00  | 6 / 13   |
|                         | Partido Socialista             | 3 077  | 30,43 / 100,00  | 5 / 13   |
|                         | Coligação Democrática Unitária | 1 418  | 14,02 / 100,00  | 2 / 13   |
|                         | CDS – Partido Popular          | 398    | 3,94 / 100,00   | 0 / 13   |
|                         | Bloco de Esquerda              | 337    | 3,33 / 100,00   | 0 / 13   |
|                         | PCTP/MRPP                      | 159    | 1,57 / 100,00   | 0 / 13   |
| Votos Inválidos         | Votos Inválidos                | 643    | 6,36 / 100,00   |          |
| Total                   | Total                          | 10 111 | 100,00 / 100,00 | 13 / 13  |
| Eleitorado/Participação | Eleitorado/Participação        | 19 936 | 50,72 / 100,00  |          |

#### Sacavém e Prior Velho
| Partido                 | Partido                        | Votos  | %               | Mandatos |
| ----------------------- | ------------------------------ | ------ | --------------- | -------- |
|                         | Partido Socialista             | 3 272  | 35,00 / 100,00  | 6 / 13   |
|                         | Coligação Democrática Unitária | 3 035  | 32,47 / 100,00  | 5 / 13   |
|                         | PSD-PPM-MPT                    | 1 211  | 12,95 / 100,00  | 2 / 13   |
|                         | Bloco de Esquerda              | 361    | 3,86 / 100,00   | 0 / 13   |
|                         | CDS – Partido Popular          | 357    | 3,82 / 100,00   | 0 / 13   |
|                         | PCTP/MRPP                      | 258    | 2,76 / 100,00   | 0 / 13   |
| Votos Inválidos         | Votos Inválidos                | 854    | 9,14 / 100,00   |          |
| Total                   | Total                          | 9 348  | 100,00 / 100,00 | 13 / 13  |
| Eleitorado/Participação | Eleitorado/Participação        | 19 665 | 47,54 / 100,00  |          |

#### Santa Iria de Azoia, São João da Talha e Bobadela
| Partido                 | Partido                        | Votos  | %               | Mandatos |
| ----------------------- | ------------------------------ | ------ | --------------- | -------- |
|                         | Partido Socialista             | 7 126  | 36,50 / 100,00  | 9 / 19   |
|                         | Coligação Democrática Unitária | 7 107  | 36,40 / 100,00  | 8 / 19   |
|                         | PSD-PPM-MPT                    | 1 908  | 9,77 / 100,00   | 2 / 19   |
|                         | PCTP/MRPP                      | 645    | 3,30 / 100,00   | 0 / 19   |
|                         | Bloco de Esquerda              | 624    | 3,20 / 100,00   | 0 / 19   |
|                         | CDS – Partido Popular          | 527    | 2,70 / 100,00   | 0 / 19   |
| Votos Inválidos         | Votos Inválidos                | 1 587  | 8,12 / 100,00   |          |
| Total                   | Total                          | 19 524 | 100,00 / 100,00 | 19 / 19  |
| Eleitorado/Participação | Eleitorado/Participação        | 36 881 | 52,94 / 100,00  |          |

#### Santo Antão e São Julião do Tojal
| Partido                 | Partido                        | Votos | %               | Mandatos |
| ----------------------- | ------------------------------ | ----- | --------------- | -------- |
|                         | Coligação Democrática Unitária | 1 900 | 47,85 / 100,00  | 7 / 13   |
|                         | Partido Socialista             | 1 431 | 36,04 / 100,00  | 5 / 13   |
|                         | PSD-PPM-MPT                    | 247   | 6,22 / 100,00   | 1 / 13   |
|                         | Bloco de Esquerda              | 103   | 2,59 / 100,00   | 0 / 13   |
|                         | CDS – Partido Popular          | 86    | 2,17 / 100,00   | 0 / 13   |
| Votos Inválidos         | Votos Inválidos                | 204   | 5,14 / 100,00   |          |
| Total                   | Total                          | 3 971 | 100,00 / 100,00 | 13 / 13  |
| Eleitorado/Participação | Eleitorado/Participação        | 6 590 | 60,26 / 100,00  |          |

#### Santo António dos Cavaleiros e Frielas
| Partido                 | Partido                        | Votos  | %               | Mandatos |
| ----------------------- | ------------------------------ | ------ | --------------- | -------- |
|                         | Partido Socialista             | 3 468  | 35,14 / 100,00  | 8 / 19   |
|                         | Coligação Democrática Unitária | 3 218  | 32,61 / 100,00  | 7 / 19   |
|                         | PSD-PPM-MPT                    | 1 423  | 14,42 / 100,00  | 3 / 19   |
|                         | Bloco de Esquerda              | 531    | 5,38 / 100,00   | 1 / 19   |
|                         | CDS – Partido Popular          | 370    | 3,75 / 100,00   | 0 / 19   |
| Votos Inválidos         | Votos Inválidos                | 859    | 8,70 / 100,00   |          |
| Total                   | Total                          | 9 869  | 100,00 / 100,00 | 19 / 19  |
| Eleitorado/Participação | Eleitorado/Participação        | 23 846 | 41,39 / 100,00  |          |

#### Juntas antes e depois das Eleições
| Freguesia                                         | 2009-2013   | 2009-2013                | 2009-2013      | 2013-2017 | 2013-2017                      | 2013-2017      |
| ------------------------------------------------- | ----------- | ------------------------ | -------------- | --------- | ------------------------------ | -------------- |
| Bucelas                                           |             | Partido Socialista       | 51,89 / 100,00 |           | Coligação Democrática Unitária | 47,31 / 100,00 |
| Camarate, Unhos e Apelação                        | Não Existia | Não Existia              | Não Existia    |           | Coligação Democrática Unitária | 34,85 / 100,00 |
| Fanhões                                           |             | Partido Socialista       | 48,63 / 100,00 |           | Partido Socialista             | 46,84 / 100,00 |
| Loures                                            |             | Partido Socialista       | 51,36 / 100,00 |           | Coligação Democrática Unitária | 37,21 / 100,00 |
| Lousa                                             |             | Partido Social Democrata | 39,94 / 100,00 |           | PSD-PPM-MPT                    | 59,37 / 100,00 |
| Moscavide e Portela                               | Não Existia | Não Existia              | Não Existia    |           | PSD-PPM-MPT                    | 40,34 / 100,00 |
| Sacavém e Prior Velho                             | Não Existia | Não Existia              | Não Existia    |           | Partido Socialista             | 35,00 / 100,00 |
| Santa Iria de Azoia, São João da Talha e Bobadela | Não Existia | Não Existia              | Não Existia    |           | Partido Socialista             | 36,50 / 100,00 |
| Santo Antão e São Julião do Tojal                 | Não Existia | Não Existia              | Não Existia    |           | Coligação Democrática Unitária | 47,85 / 100,00 |
| Santo António dos Cavaleiros e Frielas            | Não Existia | Não Existia              | Não Existia    |           | Partido Socialista             | 35,14 / 100,00 |